# Green Party (Irland)
 For alternative betydninger, se Green Party. (Se også artikler, som begynder med Green Party)
Green Party (officielt navn: Green Party/Comhaontas Glas) blev grundlagt 1981 som Ecology Party of Ireland (Irlands økologiske parti) af Dubliner læreren Christopher Fettes. 1983 fik det navnet Green Alliance og fik 1987 sit nuværende navn. Green Partys kandidater er repræsenteret kommunerådene, Dáil Éireann (Underhus) og Europaparlamentet.

## Historie
Ved partiets første valg i 1982, opnåede det kun 0.2% af stemmerne. Efter navneændringen 1983 tog partiet med Christopher Fettes i 1984 del i Europavalget og opnåede 1,9% i valgkreds Dublin. Ved valget i 1989 vandt partiet sit første sæde i Underhuset, da Roger Garland i valgkreds Dublin Süd blev valgt.
Ved valget i 2002 fik partiet 3,6% af stemmerne og 6 sæder. Men allerede 2 år senere tabte Green Party sine 2 sæder i Europaparlamentet. 
Ved valget i 2007 fik partiet 4,69% af stemmerne og 6 sæder. 
Ved Green Partys landsmøde i juli 2007 blev det vedtaget at deltage i en regering med det borgelige parti Fianna Fáil og de Progressive Democrats (opløst 2008). Partiets nuværende formand er John Gormley. En af partiets kendte politikere er også Eamon Ryan, som er minister for kommunikation, energi og naturlige ressourcer.